# (4486) Mitra
(4486) Mitra es un asteroide que forma parte de los asteroides Apolo y fue descubierto por Vladimir Gueorgiev Shkodrov y Eric Walter Elst el 22 de septiembre de 1987 desde el Observatorio Astronómico Nacional de Rozhen, Smolyan, Bulgaria.

## Designación y nombre
Mitra recibió inicialmente la designación de 1987 SB.
Más adelante, en 1990, se nombró por Mitra, dios central del culto mitraico.

## Características orbitales
Mitra está situado a una distancia media del Sol de 2,199 ua, pudiendo acercarse hasta 0,7415 ua y alejarse hasta 3,657 ua. Tiene una inclinación orbital de 3,04 grados y una excentricidad de 0,6628. Emplea 1191 días en completar una órbita alrededor del Sol.
Mitra es un asteroide cercano a la Tierra que pertenece al grupo de los asteroides potencialmente peligrosos.

## Características físicas
La magnitud absoluta de Mitra es 15,6 y el periodo de rotación de 67,5 horas.